# Mesostenus thoracicus
Mesostenus thoracicus là một loài tò vò trong họ Ichneumonidae.